# Trichosteleum sentosum
Trichosteleum sentosum là một loài Rêu trong họ Sematophyllaceae. Loài này được (Sull.) A. Jaeger miêu tả khoa học đầu tiên năm 1878.